# Црква Светог пророка Илије у Звездану
43° 54′ 01″ С; 22° 13′ 09″ И / 43.9003193° С; 22.2191524° И
Црква Светог пророка Илије је црква у Звездану код Зајечара и припада Епархији тимочкој Српске православне цркве.
Изградња цркве почела је 1939. године, када је у јуну извршено освећење темеља. Почетак Другог светског рата онемогућио је извођење завршних радова на цркви па је због тога је, по причању мештана, црква омалтерисана тек 1965. године. Њена дужина је 12 и ширина 11 метара. Унутрашња мера припрате са бродом је дужине 7 и ширине 10 метара, док је олтар дужине 4,5 и ширине 4 метара. Централни простор на пресеку бродова покрива осмострано кубе. Апсида је споља тространа, а изнутра полукружна.
Иконостас цркве Светог пророка Илије припада типу ниских олтарских преграда. Обликован је од дрвета, врло једноставно, није бојен и нема пластичних украса. Иконе на олтарској прегради, настале у различитим временским интервалима и рад су неколико аутора.